# Galileo (program telewizyjny)
Galileo – polski telewizyjny program popularnonaukowy oparty na niemieckim formacie o tej samej nazwie emitowany od 2007 roku na antenie TV4. Jego prowadzącym jest Paweł Orleański.
13 czerwca 2015 miała miejsce premiera 500. odcinka. Z kolei 14 maja 2023 nadano 1000. odcinek programu.

## Ekipa współtworząca
- Redakcja:
  - Michał P. Lubiszewski – redaktor prowadzący (2007–2012)
  - Paulina Malczewska – redaktor prowadzący (od 2012)
  - Jolanta Dąbrowska – redakcja
- Reżyseria: Tomasz R. Dąbrowski
- Producent: Paweł Biniek
- Kierownik produkcji: Monika Krzemińska
- Prowadzący: Paweł Orleański
- Asystentka: Maria Konarowska, dawniej Tosia Orleańska
- Lektor: Jacek Brzostyński

## Oglądalność
Każdy odcinek programu (premiera + powtórka) osiągał w 2009 roku oglądalność na poziomie miliona osób, plasującą go w czołówce programów nadawanych na antenie TV4. Program jest premierowo emitowany od września do listopada–grudnia (sezon jesienny) oraz od marca do maja–czerwca (sezon wiosenny). W pozostałym okresie stacja pokazuje powtórki programu.

## Programy poboczne

### Galileo Extra
Od 5 września 2010 emitowano także program Galileo Extra, w którym dokonywano bardziej wnikliwych analiz różnych zjawisk. Emitowany był najpierw w niedzielę o 20.00 (bezpośrednio po „Galileo”), później we wtorek o 20.00. Program prowadził duet znany m.in. z audycji „Nie do zobaczenia” w Radiu Zet – Agnieszka Kołodziejska i Paweł Truszczyński.

### Galileo – jak to możliwe
Od 6 marca 2012 roku w piątki o godz. 18.00 pod nazwą Galileo – jak to możliwe nadawano jedną z niemieckich odmian programu – Galileo X.perience – bez wstawek z polskimi prowadzącymi, jedynie lektorem. W programie sprawdzano, jak mogło dojść do niektórych drastycznych zdarzeń, takich jak wypadki i katastrofy.

### Galileo z domu
Program nadawany od 12 maja 2020 na antenie TV4, trwający od kilku do maksymalnie 15 minut. Emisja była nieregularna (kilka razy dziennie w różnych pasmach, po filmach). Prowadzącym był Paweł Orleański, który prezentował krótkie materiały filmowe związane z pandemią COVID-19. Cykl tworzony był z domu prowadzącego. Program ten nadawano także w TV6, również nieregularnie. Ostatnia emisja miała miejsce 25 lipca 2020 w TV4, zaś 13 sierpnia 2020 w TV6. Nadano łącznie 20 odcinków serii.